# Out (ruta)

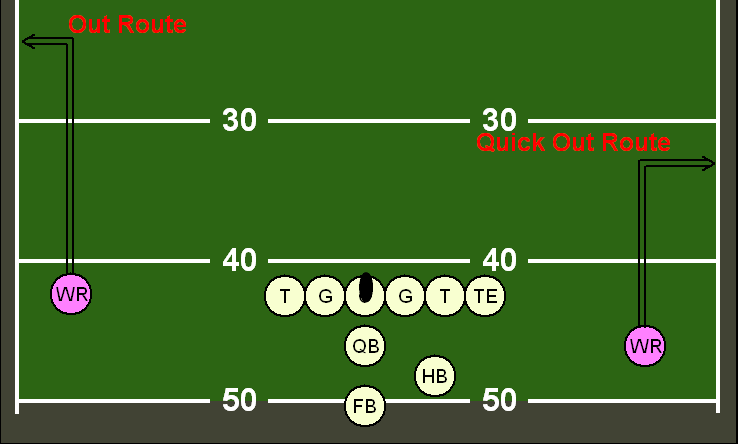
Esquema de una "ruta out" o "ruta hacia afuera".

Una ruta out (o ruta jet) es un patrón seguido por un receptor en el fútbol americano, donde el receptor comienza corriendo un patrón Fly, pero después de cierto número de pasos, hará un corte de 90 grados hacia la línea de banda más cercana a él, lejos (o hacia afuera) del quarterback. Esta ruta generalmente permite enfrentamientos "uno a uno" entre el receptor y el defensive back encargado de cubrirlo, ya que normalmente la principal asignación de los safeties es ayudar en las rutas profundas.
Esta ruta es usada con mucha frecuencia cerca del final de cada mitad del juego, cuando cada equipo está corriendo lo que se conoce como Two-minute drill para ahorrar tiempo en el reloj de juego, porque en cuanto el receptor atrapa el balón o después de hacer una corta carrera con el balón en su poder, puede salirse del campo de juego, parando el reloj. Las rutas "hacia adentro""y ""hacia afuera" son las más difíciles de cubrir en una cobertura hombre a hombre, pero pueden ser jugadas peligrosas para utilizar si el jugador defensivo intercepta el balón ya que puede encontrar un camino libre hacia la zona de anotación.